# Szossiejnyj Dom
Szossiejnyj Dom (ros. Шоссейный Дом) – wieś (ros. деревня, trb. dieriewnia) w zachodniej Rosji, w osiedlu wiejskim Katynskoje rejonu smoleńskiego w obwodzie smoleńskim.

## Geografia
Miejscowość położona jest przy drodze federalnej R120 (Orzeł – Briańsk – Smoleńsk – Witebsk), 5 km od drogi magistralnej M1 «Białoruś», 2 km od centrum administracyjnego osiedla wiejskiego (Katyń), 25,5 km od Smoleńska.

## Demografia
W 2010 r. miejscowość liczyła sobie 15 mieszkańców.